# WhatsApp

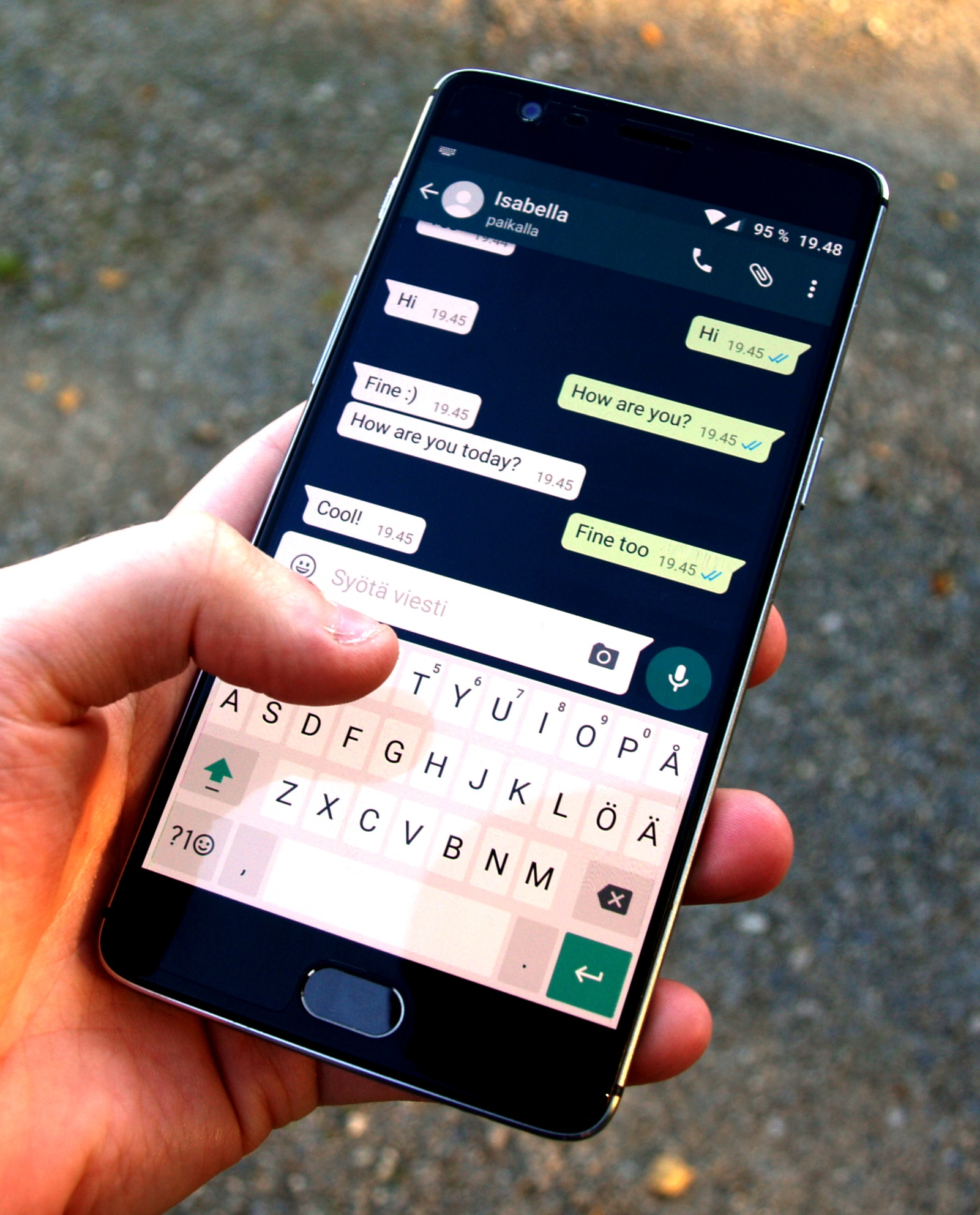
以WhatsApp傳送訊息

WhatsApp Messenger，簡稱WhatsApp（中国大陆又译为沃茨阿普），是Meta 公司旗下一款用於智能手機的跨平台加密即時通訊應用程式。該軟體通過互聯網進行語音通話及影像通話，並使用標準行動網路電話號碼向其他用戶發送簡訊、文件檔、PDF文件、圖片、影片、音樂、聯絡人資訊、用戶位置及錄音檔等。
WhatsApp公司總部設在美國加利福尼亞州的山景城，2014年2月Facebook耗資約193億美元收購為旗下事業體。截至2016年2月，WhatsApp的用戶人數超過10億人，使其成為時下最流行的即時通訊軟體。

## Facebook收購歷史
2014年2月19日，Meta宣佈以美金190億元全面收購WhatsApp，其中40億美元為現金支付，而大約120億美元的部分以Facebook股票形式交易，另外Facebook將向WhatsApp員工發放價值30億美元特別股份作為分紅。WhatsApp總部仍將留在加州山景城（Mountain View），繼續作為獨立業務，並保留自己的品牌，而創辦人兼首席執行長庫姆（Jan Koum）則加入Facebook董事會。
2014年10月6日歐盟監管當局正式批准Meta收購WhatsApp，由於交易涉及Facebook股權，而其自2月中公布收購至今股價上漲，根據交易協議，Facebook會以1.78億股作收購代價，另支付4,600萬股限售股予WhatsApp員工，以星期一10月6日收市價77.555美元計，股份總值達173.7億美元，再加上45.9億美元現金代價，令交易總值增加至219億美元。

## 支持平台

### 手機
- iOS（僅支援iPhone使用，iPad則需為測試員才能使用。[21]）
- Android（2016年底停止支援2.1－2.2版本）多數版本可用[22]）
- Windows Phone（2016年底停止支援7.1版本[23]）
- BlackberryOS（2017 年 12 月 31 日停止支持[22]）
- BLackberry10（2017 年 12 月 31 日停止支持[22]）
- Nokia S40（2018 年 12 月 31 日停止支持[23]）
- Nokia Symbian S60（2017 年 6 月 30 日停止支持[23]）

### 電腦
- Windows 10或以上版本[24]
- Mac OS X 10.9或以上版本[24]

### 網頁版
WhatsApp於2015年1月21日推出「WhatsApp網頁版」功能，目前僅提供iOS、Android與Windows Phone平台的用戶使用。用戶必須更新為最新版本的WhatsApp，並透過瀏覽器進入網頁版頁面後，掃描QR條碼驗證成功即可使用。

### 數據傳輸
WhatsApp使用行動網路或是Wi-Fi來傳送訊息，並使用TCP端口5222传输数据，该协议为开放式协议XMPP。

## 特點

### “已讀”功能
WhatsApp能顯示用戶最後使用的時間（最後上線時間，預設讓所有人看見，iOS及Android版本可設定它的能見度）和用戶是否「在線上」，如訊息已成功發送到服务器，會在訊息旁邊顯示一個勾號。如對方的裝置已成功接收到用戶的訊息，會在訊息旁邊顯示兩個勾號（於用戶設備上），但這並不代表對方已經閱讀這個訊息。顯示兩個藍勾號（已讀標記，預設開啟）代表對方已閱讀，最新版本的WhatsApp可以讓用戶設定為隱藏（只限於對話，群組聊天室不能設定）。
在「已讀」功能推出以前，在群組聊天室中不論訊息是否已送達群組成員的裝置中，只要訊息成功發送到伺服器，訊息旁邊一律只會顯示單一勾號。在「已讀」功能推出後，單勾號代表訊息還未被全部群組成員接收；灰色雙勾號代表訊息已被全部群組成員接收，但未被全部群組成員閱讀；雙藍勾則代表已被全部群組成員閱讀。點選自己送出的訊息還能看到群組聊天室中誰已經收到和看到自己送出的訊息。

### 訊息

#### 一次性相片
當使用者要傳送比較敏感的相片時，就可以使用WhatsApp中的一次性訊息功能，只允許每位被發送訊息的用戶瀏覽一次，不會留有紀錄。當對方嘗試截圖保存時，將會被WhatsApp設定的畫面阻擋，以保障用戶隱私。

#### 投票功能
投票功能支援群組及單獨對話。設立投票時，用家最多可建立 12 個選項。而在投票時，用家則可自由選擇投票次數，可選 1 個至 12 個選項不等，更能在投票結束前任意改變選擇。
用家分別需在裝置上點選「附件」及「+」圖示以發起投票，之後便於「提問」中輸入問題及選項，再按「發布」便能開放投票。

#### “心情回應”功能
您可以透過表情符號，對個人或群組對話的訊息表達心情。點按訊息下方的心情回應表情符號，即可查看所有心情回應。

### 個人頭像、狀態
WhatsApp預設讓所有人看見使用者的個人頭像，最新版本的WhatsApp可以讓用戶設定它的能見度。

### 群組聊天室
- WhatsApp預設讓所有人能夠將其他使用者加入他管理的群組聊天室，但這也引起廣告訊息爭議（強迫加入群組）。

- 現在只有管理員會在您離開群組時收到通知

- 群組管理員現在可以為所有人刪除其他人的消息。所有參與者都可以看到誰刪除了它。

### 語音通話
WhatsApp於2015年4月推出語音通話功能，透過 App 跟世界各地的使用者直接通話，用戶使用3G、4G网络或透過Wi-Fi连接進行通話，用戶只需使用3G、4G网络數據用量，而無須繳付電話費用。

### 視訊通話
2016年推出視像通話，用戶使用3G、4G网络或透過Wi-Fi连接進行通話，用戶只需使用3G、4G网络數據用量，而無須繳付電話費用。並於2018年推出群組視像通話，2020支援8人群組視像通話會議。

### 貼圖
Whatsapp於2018年推出貼圖功能，除了可以在官方下載外，用戶亦可以透過其他手機應用程式製作及自行新增貼圖。2020年7月Whatsapp推出動態貼圖功能。

### QR Code添加聯絡人
2020年7月Whatsapp添加朋友再不需要先行在聯絡人清單中加入電話號碼，可以透過Whatsapp的QR Code添加聯絡人。

### 其他
在安裝有WhatsApp的裝置啟動後，WhatsApp便會一直在後台工作，沒法登出，但個別裝置可在正執行的应用软件清單中強行關閉WhatsApp。如果要讓程式在收到訊息時完全不會響，用戶便需要關上相關提示音。
WhatsApp的帳號是綑綁用戶手機的電話號碼，但用戶如需要更改WhatsApp電話號碼，仍可以使用WhatsApp內的「變更號碼」選項，在同一手機內移遷帳號付款資料、對話記錄等資料至新電話號碼帳號上。2018年首3個月於香港，騙徒先騙取驗證碼，登入他人帳號，然後再透過其他公司的點數卡得益。此類行騙案有顯著攀升。

### 「社群」功能
WhatsApp 正式推出全新「Communities 社群」，讓用家可將不同群組連結在一起，為包括屋院、學校、義工群組、公司群組等提供一個統一的聯絡渠道。
用家可透過點擊對話上方或下方的最新「社群」分頁，來建立新社群或加入現有群組。社群成員可輕易轉換不同群組獲取所需資訊，而社群管理員亦可以向成員分享重要消息。

## 收費
目前WhatsApp應用程式在所有平台皆為免費使用。起初在Android、Nokia（S40、S60）和BlackBerry系統中，WhatsApp通常給予用戶免費試用一年，往後需付年費，每年收費0.99美元。但若同一帳戶之前在iOS版已付下載及使用權費用，或是使用Windows Phone免費註冊的帳戶，則無需再次付費。Windows Phone版本的WhatsApp是免費下載和註冊使用的。
在iOS版本中，用戶要先付0.99美元，才擁有在App Store的下載及使用權，或是在不定時會推出限時免費的優惠時段以衝高市佔率。通常在其他通訊軟體製造新聞話題時，WhatsApp受到影响而导致通訊量暴跌，便會出現免費下載的情況。例如曾於2011年5月31日至6月2日期間注冊可免費使用。

### 统一收費
WhatsApp于2013年7月17日在官方博客上宣布统一付费政策，所有平台的WhatsApp都可免費試用一年，往後需付年費，每年收費0.99美元，但之前已经付费的iOS用户不受影响，可终身不用再付费使用。。从2016年起，WhatsApp免收年费。

### 收費問題
WhatsApp的付費使用曾引起爭議，很多人認為伺服器運作成本「用者自付」不是問題，但用戶只能透過信用卡或電子平台付款，則為一些不擁有信用卡或不接受以電子平台付費的人（如：學生或對電子付費平台安全性抱質疑心態的人）帶來不便。還有一個可能性是其利用美元收費方式實現實名登錄，因為信用卡登記信息是實名的。

## 可供監聽的漏洞爭議
2013年1月，加拿大隱私權委員會辦公室（The Office of the Privacy Commissioner of Canada，OPC）與荷蘭資料保護機構（Dutch Data Protection Authority，CBP）共同針對知名行動程式WhatsApp的隱私作法展開調查，並指控WhatsApp違反國際隱私權準則，未能遵循國際間對於個人資料的保留、維護與揭露原則。
2019年5月，WhatsApp和以色列開發商NSO Group確認他們在Android和iOS版本WhatsApp的通話功能發現漏洞，而且成功置放NSO的Pegasus間諜軟體。這工具即使使用者沒有應答電話，也可以對目標進行攻擊，而且不會留下通話記錄。Pegasus還可以開啟相機和麥克風功能，以及存取位置和訊息內容。臉書隨後控告該公司，認為他們侵犯資訊安全且有蓄意行為。但有分析師認為可能事件嚴重度高，所以臉書採用此法先行卸除責任。，10月後美国旧金山法院一份文件显示內情讓輿論譁然，4月29日至5月10日之间，至少1400名WhatsApp用户手机遭到攻击，其中包括分布在五大洲至少20个国家的100名外交官、记者、组织人士、高级官员等人士。其針對性之高讓人懷疑背後有政治動機或至少是極高端駭客組織行為，被黑手机用户很多是美国盟国的官员。
《金融时报》还暗示NSO和以色列政府有关联。报道称他們還曾出品一款“飞马座”軟體是由以色列政府出售，仅提供给其他国家政府部门以协助进行犯罪调查也是跟入侵手機有關。不过当时NSO和以色列政府均否认参与任何“黑客行动”。以色列安全内阁部长埃尔金（Ze'ev Elkin）于11月1日接受特拉维夫当地电台102.FM采访时撇清关系，称NSO是家私企，“以色列政府并没有参与本次事件，众所周知，这件事和以色列政府无关”。
WhatsApp将会在2021年2月8日与Facebook分享包含但不限于（手机号码，IP地址）等数据。

## 安全

### 5億用戶電話號碼資料被黑客兜售
2022年11月16日，有人在知名黑客社群論壇兜售一批WhatsApp用戶的電話號碼，涉及全球84個國家共4.87億個用戶，當中包括來自美國3200萬個用戶、沙地阿拉伯2900萬個用戶、英國1100萬、香港用戶293萬、日本用戶42萬個。

## 地區限制

### 中国大陆
2017年7月至2019年11月5日，根據法國國際廣播電台的報導，在中国大陆訪問或使用WhatsApp的服務，可能受到防火長城的限制而無法正常使用，當時只有視訊通話、圖片和檔案收發功能被封鎖。同年9月24日起，WhatsApp的收發文字訊息功能亦被封鎖，當時WhatsApp需要通過翻牆才能使用，直至2019年11月6日恢复发送文字，音视频通话封锁和位置分享与共享的功能，但不稳定。（无法发送图片，文件和语音消息等），但现在又无法使用。
2024年4月19日，苹果公司将WhatsApp從中國區應用商店下架。
2024年4月27日，有网友发帖，WhatsApp在中国大陆解封。
2024年5月9日，一些在北京和上海的用户发现，WhatsApp在中国大陆无需“翻墙”的情况下能够正常的收发消息，但不久又遭到封锁。

### 土耳其
2016年11月，在逮捕了11名亲库尔德族政党人民民主党议员后，土耳其政府封锁了WhatsApp。

### 巴西
2015年12月至2016年5月期间，因无法向巴西政府提交用户资料，WhatsApp被多次封锁，时间持续一到两天。

### 美國
由於擔心安全風險，2025年6月23日起，美國眾議院员工不得在政府配发的手机、电脑上使用WhatsApp。